# 王正伟
王正伟（1957年6月—），回族，宁夏同心人，中国共产黨、中华人民共和国政治人物，原副国级领导人。第十二、十三届全国政协副主席。中共第十六届中央候補委員（在十六届四中全会上被增补为中央委员），第十七届、十八届、十九届中央委员。曾任中共中央统战部副部长、国家民族事务委员会主任。中央民族大学少数民族经济研究所民族经济学专业毕业，在职研究生学历，法学博士学位。

## 生平

### 早年生涯
王正伟1974年高中毕业后回乡劳动，担任村会计、团支部书记。1976年9月在宁夏同心县王团乡参加工作，任水利专干。1977年恢复高考后，考入宁夏大学中文系。1981年10月加入中国共产党。大学毕业后，王正伟分配到同心县委宣传部工作。1984年1月被选调到中共宁夏回族自治区党委机关。曾历任中共宁夏回族自治区党委办公厅副处级秘书；自治区党委政策研究室办公室副主任，政策研究室副主任；自治区党委宣传部常务副部长、部长；自治区党委常委、宣传部部长；自治区党委常委、中共银川市委书记等职。

### 主政宁夏
自1979年以来，王正伟一直致力于回族经济、文化研究，发表学术论著和各类作品100多万字。1988年，他应邀赴土耳其参加伊斯兰国际文化学术讨论会。从上个世纪九十年代开始，王正伟特别对伊斯兰经济文化产生了浓厚的兴趣。他认为：第二次世界大战以后，贫穷落后的中东伊斯兰国家凭借石油和天然气资源优势，科威特、卡塔尔、沙特阿拉伯、阿联酋等国家人均国民生产总值与美国不相上下，伊斯兰经济因此成为世界学术研究的热点之一，但中国大陆学术界更多的兴趣在于苏联经济学和西方经济学。2000年9月，王正伟考入中央民族大学少数民族经济研究所，在施正一教授门下攻读博士学位，主攻方向是伊斯兰经济制度。
2004年，王正伟出任宁夏回族自治区人民政府常务副主席。2007年5月12日又出任代理主席；同年6月，在中共宁夏回族自治区第十届委员会第一次全体会议上，王正伟当选为自治区党委副书记；2008年1月，在宁夏回族自治区第十届人民代表大会第一次全体会议上，当选为自治区政府主席。

### 进入中央
2013年3月，王正伟当选第十二届全国政协副主席，国家民族事务委员会主任、党组书记。2015年4月2日，王正伟兼任中共中央统战部副部长一职，成为继政治局委员孙春兰之后，又一位在统战部任职的党和国家领导人。

### 失去实权
2016年3月，卸任中共中央统战部副部长、民委党组书记职务，同年4月28日被免去国家民族事务委员会主任职务，成为有史以来最短命的民委主任。2018年3月，连任第十三届全国政协副主席。2022年10月，王正伟没有当选新一届中共中央委员。2023年3月，65岁的王正伟卸任全国政协副主席退休。

## 评价
北京一名研究民族關係的學者對《星岛日报》记者表示，王正偉任內強化民族識別，大力推動清真食品管理條例出台，全國各地大建清真寺，被批在中国搞“伊斯兰化”，「他是用阿訇的思維推廣伊斯蘭教。」《东方日报》乙志铭的评论认为，王在民委主任任内对新疆以外西部省区穆斯林强化民族识别、大建清真寺的情况未加干预，导致中共党内左派不满，可能是其失去民委党组书记一职的原因。王正伟也被中国大陆一些网民也讽刺为“王阿訇”。
《明报》则认为王正伟被免去国家民委主任的兼职，多与中国大陆僧多粥少的官位调整有关。在全国政协副主席中，曾经兼任中联部长的王家瑞、曾经兼任国务院侨办主任的李海峰近两年都被有免去兼职的先例。王的职务变动，由于要为曾任内蒙古政府主席的巴特尔腾出国家民委主任兼中央统战部副部长的位置。
國防安全研究院國家安全研究所副研究員侍建宇則表示，王「一直被歸類傳統的民族區域自治的支持者」，是與習近平對於宗教和民族區域自治的態度完全不同。

## 争议言论
谈相互尊重：“我们回族给孩子结婚的时候，汉族同志到回族家来吃饭，而在一个回汉杂居的村子里面，汉族给家里娶媳妇，回族本来很讲究生活习惯的但是他愿意到汉族家去吃饭，什么原因呢？就是这家汉族已经不吃猪肉，完全在这个村子按照回民的习惯生活，大家互相尊重，已经到了这个份上就是，回汉之间都能吃饭，这就是非常典型的例子，说明互相尊重，互相包容。”此言论自2010年12月发表以来即不断遭到汉族民众的批评。